# Куэрамаро (муниципалитет)
Куэра́маро (исп. Cuerámaro) — муниципалитет в Мексике, штат Гуанахуато, с административным центром в одноимённом городе. Численность населения, по данным переписи 2010 года, составила 27 308 человек.

## Общие сведения
Название Cuerámaro с языка тараско можно перевести как укрытие в болотах.
Площадь муниципалитета равна 260 км², что составляет 0,85 % от общей площади штата, а наивысшая точка расположена в поселении Эль-Уисаче и равна 2061 метру.
Куэрамаро граничит с другими муниципалитетами штата Гуанахуато: на севере с Ромитой, на востоке с Абасоло, на юге с Пенхамо, и на западе с Мануэль-Добладо.

## Учреждение и состав
Муниципалитет был образован в 1869 году, в его состав входит 82 населённых пункта, самые крупные из которых:
| Код INEGI | Населённый пункт                                                                  | Численность населения (2005 год) | Численность населения (2010 год) |
| --------- | --------------------------------------------------------------------------------- | -------------------------------- | -------------------------------- |
| 012       | Всего                                                                             | 23960                            | 27308                            |
| 0001      | Куэрамаро (исп. Cuerámaro) 20°37′33″ с. ш. 101°40′26″ з. д.                       | 12745                            | 13948                            |
| 0035      | Тупатаро (исп. Tupátaro) 20°35′41″ с. ш. 101°38′42″ з. д.                         | 1217                             | 1441                             |
| 0026      | Сан-Грегорио (исп. San Gregorio) 20°32′48″ с. ш. 101°37′39″ з. д.                 | 1106                             | 1036                             |
| 0021      | Пуэрта-де-ла-Ресерва (исп. Puerta de la Reserva) 20°38′33″ с. ш. 101°41′37″ з. д. | 738                              | 865                              |
| 0006      | Галера-де-ла-Грулья (исп. Galera de la Grulla) 20°38′10″ с. ш. 101°37′56″ з. д.   | 667                              | 811                              |
| 0017      | Платанар (исп. Platanar) 20°36′42″ с. ш. 101°41′54″ з. д.                         | 581                              | 693                              |
| 0031      | Эль-Саусильо (исп. El Saucillo) 20°41′45″ с. ш. 101°42′35″ з. д.                  | 579                              | 668                              |

## Экономика
По статистическим данным 2000 года, работоспособное население занято по секторам экономики в следующих пропорциях: сельское хозяйство, скотоводство и рыбная ловля — 29,8 %, промышленность и строительство — 25,3 %, сфера обслуживания и туризма — 41,3 %, прочее — 3,6 %.

## Инфраструктура
По статистическим данным 2010 года, инфраструктура развита следующим образом:
- электрификация: 97,5 %;
- водоснабжение: 98,1 %;
- водоотведение: 89,6 %.